# Yerebatan-Zisterne

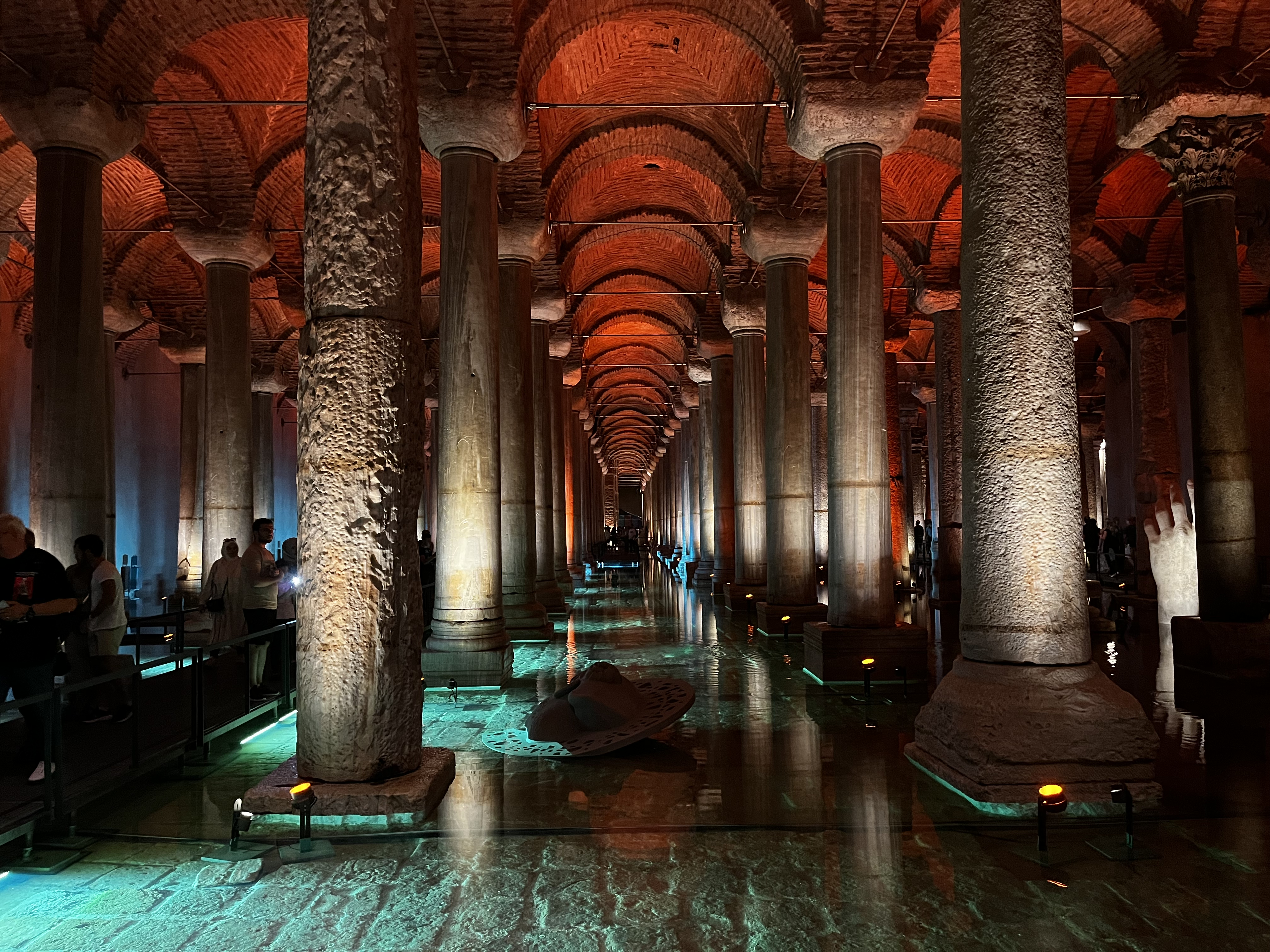
Innenansicht der Yerebatan-Zisterne

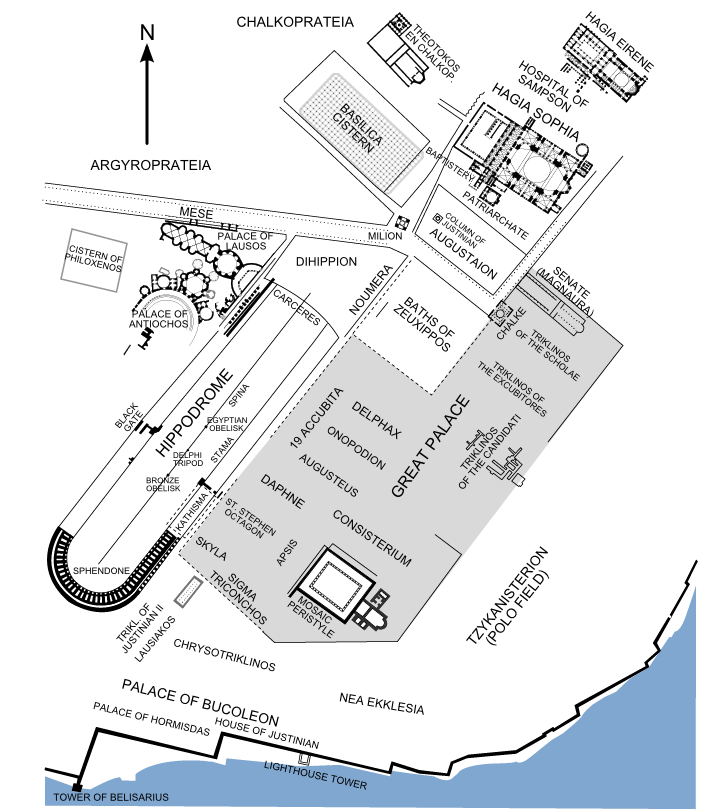
Die Cisterna Basilica liegt unmittelbar westlich der Hagia Sophia und nimmt eine ähnlich große Fläche ein. Ganz links auf dem Plan ist der quadratische Grundriss der Philoxenos-Zisterne eingezeichnet.

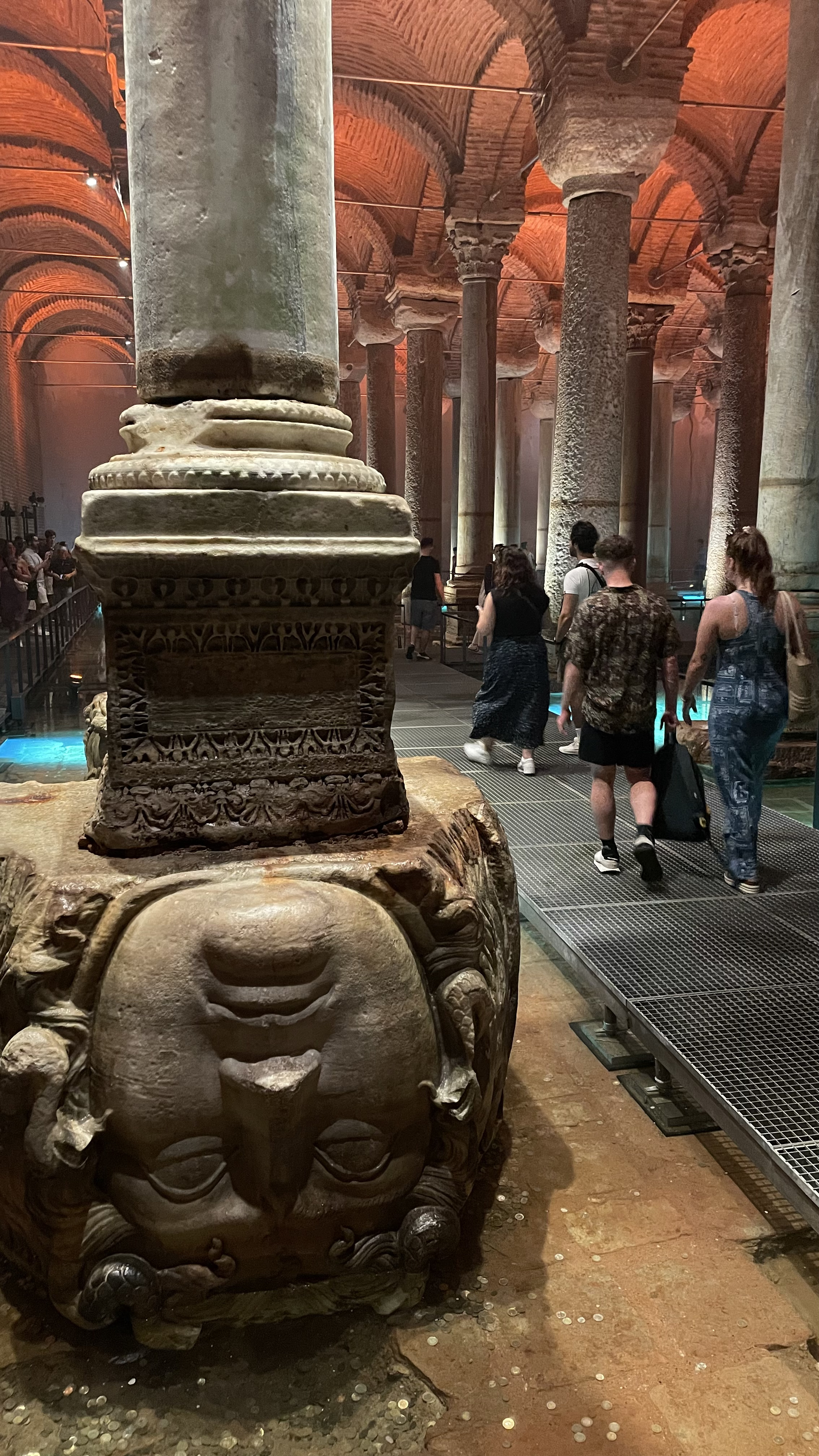
Ein umgedrehtes Medusenhaupt als Säulenbasis in der Yerebatan-Zisterne

Die Yerebatan-Zisterne (türk.: Yerebatan Sarnıcı, auch Yerebatan Sarayı), oft auch Cisterna Basilica oder  Versunkener Palast genannt, ist eine spätantike Zisterne westlich der Hagia Sophia in Istanbul, dem byzantinischen Konstantinopel. Die Anlage ist eine der beeindruckendsten Sehenswürdigkeiten der Stadt.

## Architektur
Ursprünglich soll die Zisterne von Kaiser Konstantin in Auftrag gegeben worden sein. Ihr Aussehen und ihre Größe verdankt die 138 Meter lange und 65 Meter breite unterirdische Zisterne jedoch Kaiser Justinian. Dieser ließ die Zisterne zwischen 532 und etwa 542 als Wasserspeicher für den Großen Palast anlegen. Zuvor befand sich an diesem Standort eine Basilika, daher wird die Zisterne auch cisterna basilica genannt. Sie hat ein Fassungsvermögen von ca. 80.000 Kubikmetern Wasser. Zwölf Reihen von 28, insgesamt also 336 jeweils acht Meter hohen Säulen mit überwiegend korinthischen Spolienkapitellen tragen das Gewölbe. Das Wasser, das in bester Qualität aus dem Belgrader Wald im Hochland nördlich von Istanbul über die Aquädukte des Hadrian und den Valens-Aquädukt kam, diente zur Versorgung des kaiserlichen Haushaltes. Die Anlage kann besichtigt werden. Im Wasser der Zisterne sind oftmals etliche, zum Teil sehr helle bis weiße Fische zu beobachten.
Zwei Säulen im nordwestlichen Teil der Zisterne stehen auf umgekehrten Medusenhäuptern, die offenbar von einem anderen Standort hierher transferiert wurden. Ihre ursprüngliche Herkunft ist unbekannt. Der Stein stammt aus den Steinbrüchen der Insel Prokonnesos. Die Yerebatan-Zisterne ist heute eine beliebte Sehenswürdigkeit. Es werden Lichtspiele inszeniert, über Lautsprecher kommt klassische Musik.

## Die Zisterne in Film, Literatur und anderen Medien
- Durch den James-Bond-Film Liebesgrüße aus Moskau, in dem eine Szene in der Zisterne spielt, wurde die Anlage weiter bekannt.
- Eine Szene des Jackie-Chan-Films Spion wider Willen spielt dort.
- Die Handlung des Romans Istanbul sehen und sterben  der deutsch-türkischen Moderatorin und Schriftstellerin Hülya Özkan und dessen Verfilmung Die Tote in der Zisterne sind ebenfalls in der Zisterne angesiedelt.
- Der Film The International von Tom Tykwer spielt teilweise in Istanbul. Dabei ist die Zisterne ebenfalls Handlungsschauplatz.
- Eine wichtige Rolle spielt der Ort auch in Dan Browns Roman Inferno. Der Roman wurde mit Tom Hanks verfilmt. Der Show-Down des Films spielt ebenfalls in der Zisterne.
- Durch die türkische Kinderserie Selena von Bora Onur wurde der Ort im Jahre 2009 eine Bekanntheit für Kinder.
- In Ubisofts Videospiel Assassin’s Creed: Revelations ist die Zisterne der Schauplatz einer Hauptmission der Handlung.[1]